# Jennifer Paige (album)
Jennifer Paige è l'album di debutto della cantante pop statunitense Jennifer Paige, pubblicato l'11 agosto 1998 dall'etichetta discografica Hollywood.
Dall'album sono stati estratti i singoli Crush, Sober e Always You. In particolare, Crush ha riscosso un grande successo di vendite in numerosi paesi ma nonostante il grande successo di questo singolo, l'album non ha avuto eclatanti risultati di vendita.
Tutte le tracce sono state scritte, in collaborazione con altri autori tra cui la cantante stessa, da Andy Goldmark, che ha anche curato la produzione del disco insieme a Jimmy Bralower, J.D. Martin, Jamie Houston e Wayne Kirkpatrick.

## Tracce
CD (Hollywood 0039842 (Edel) [de] / EAN 4009880398425)
1. Crush – 3:20 (Andy Goldmark, Mark Mueller, Berny Cosgrove, Kevin Clark)
2. Questions – 4:15 (Andy Goldmark, Mark Mueller, Jennifer Paige)
3. Always You – 4:05 (Andy Goldmark, J.D. Martin)
4. Get to Me – 4:00 (Andy Goldmark, J.D. Martin, Jennifer Paige)
5. Busted – 3:48 (Andy Goldmark, Mark Mueller)
6. Sober – 4:05 (Andy Goldmark, Wayne Kirkpatrick)
7. Between You and Me – 3:59 (Andy Goldmark, Jamie Houston)
8. Let It Rain – 4:14 (Andy Goldmark, Mark Mueller, Jason Hess)
9. Just to Have You – 4:16 (Andy Goldmark, J.D. Martin, Jennifer Paige)
10. Somewhere, Someday – 3:58 (Andy Goldmark, Mark Mueller)
11. Always You – 4:06 – (Bonus Remix)
12. Crush – 3:35 – (Morales Radio Alt Intro)

Durata totale: 47:41

## Classifiche
| Classifica (1998) | Posizione raggiunta |
| ----------------- | ------------------- |
| Svizzera          | 40                  |
| Australia         | 44                  |
| Regno Unito       | 67                  |
| Paesi Bassi       | 73                  |